# Евфратский трионикс
Евфра́тский трио́никс (лат. Rafetus euphraticus) — один из двух видов черепах рода Rafetus семейства трёхкоготных черепах (Trionychidae).

## Описание
Панцирь круглой или овальной формы до 68 см длиной, оливково-зелёный, испещрённый жёлтыми, кремовыми или белыми пятнами у молодых, без пятен или с несколькими тёмными пятнами у взрослых. Многочисленные продольные ряды мелких бугорков проходят на карапаксе молодых черепах, и некоторые из них могут сохраняться во взрослом состоянии. Серия увеличенных тупых бугорков лежит выше шеи на переднем краю панциря. Пластрон серого, белого или кремового цвета. Череп умеренного размера с коротким костлявым носом. Голова, верхняя поверхности шеи и открытые части конечностей зелёные. Подбородок и нижние части шеи и конечностей беловатые. Половой диморфизм отсутствует.
Евфратский трионикс всеяден: охотится на личинок насекомых, ракообразных, моллюсков, земноводных, рыб, мелких зверьков и птиц, потребляет растительные корма, ест падаль. Он любит греться на солнце, но ныряет при малейшей опасности. Взрослые активны при температуре воды выше 20  °C. Вид нетерпим к снижению температуры воды: численность в верховьях реки Евфрат на юго-востоке Турции сократилась, когда температура воды снизилась до 12,4 °C из-за строительства плотины около 60 км вверх по течению.
Этот вид встречается в бассейне Тигра и Ефрата на юге Турции, Сирии, Ирана и Ирака. Отчёты, что этот вид встречается на северо-востоке Израиля, вероятно, ложные и основаны на ошибочной встрече с африканским триониксом (Trionyx triunguis). Населяет небольшие и спокойные реки, пруды и вре́менные водоёмы.
Гнездование происходит в конце мая и начале июня, но, возможно, продолжается до конца апреля или середины сентября. Самки могут сделать несколько кладок за сезон. Яйца сферические диаметром 23,34±0,13 мм с твёрдой хрупкой скорлупой.